# Herb Pierzchnicy
Herb Pierzchnicy – jeden z symboli miasta i gminy Pierzchnica, ustanowiony 26 kwietnia 1998.

## Wygląd i symbolika
Herb przedstawia na tarczy w polu czerwonym srebrną pięciopłatkową różę ze złotymi listkami, a nad nią dwie złote korony, nawiązujące do historii Pierzchnicy jako miasta królewskiego. 